# 김광혁 (군인)
김광혁(미상 ~ )은 조선민주주의인민공화국의 군인 겸 정치인이다. 조선로동당 중앙위원회 위원이다.

## 경력
조선인민군 상장으로 2016년 5월, 조선로동당 제7차 대회에서 조선로동당 중앙위원회 위원에 선임되었다. 2017년 10월 7일 당 중앙위원회 제7기 제2차전원회의를 통해 당중앙위원회 후보위원에서 위원으로 선출되었다. 2016년 12월 최영호 후임으로 조선인민군 항공 및 반항공군 사령관에 임명되었다.

## 기타
2018년 8월 김영춘 사망 당시에 국가장의위원회 위원을 맡았다.